# Larry Sanders
Larry Sanders (Fort Pierce, 21 de novembro de 1988) é um jogador norte-americano de basquete profissional atualmente sem clube.
Ele jogou basquete universitário por Virginia Commonwealth e foi selecionado pelo Milwaukee Bucks como a 15° escolha geral no Draft da NBA de 2010. Além dos Bucks, Sanders teve rápidas passagens pelo Cleveland Cavaliers e pelo Fort Wayne Mad Ants e pelo Canton Charge da D-League.

## Carreira no ensino médio
Depois que ele se transferiu para a Port St. Lucie High School, o treinador de basquete da escola, Kareem Rodriguez, viu potencial em Sanders e chamou ele para jogar pelo time. 
Seu surto de produção e crescimento foi suficiente para Rodriguez alertar seu amigo Tony Pujol, um assistente da Virginia Commonwealth University (VCU), sobre ele. 
Ele começou a atrair atenção em todo o estado em sua última temporada, quando ajudou Port St. Lucie a alcançar as semifinais estaduais da Classe 5A. Nesse ano, ele teve média de 18,9 pontos e 13 rebotes.

## Carreira na faculdade
Sanders passou a ter um papel mais proeminente em sua terceira temporada, depois que Eric Maynor foi para a NBA. Nessa temporada, Sanders obteve uma média de 14,4 pontos, 9,1 rebotes e 2,6 bloqueios.
Em 3 temporadas em VCU, ele teve 101 jogos e teve médias de 10.3 pontos, 7.7 rebotes e 2.7 bloqueios.
Larry Sanders anunciou em abril de 2010 que ia entrar no Draft da NBA de 2010.

## Carreira profissional

### Milwaukee Bucks (2010-2015)

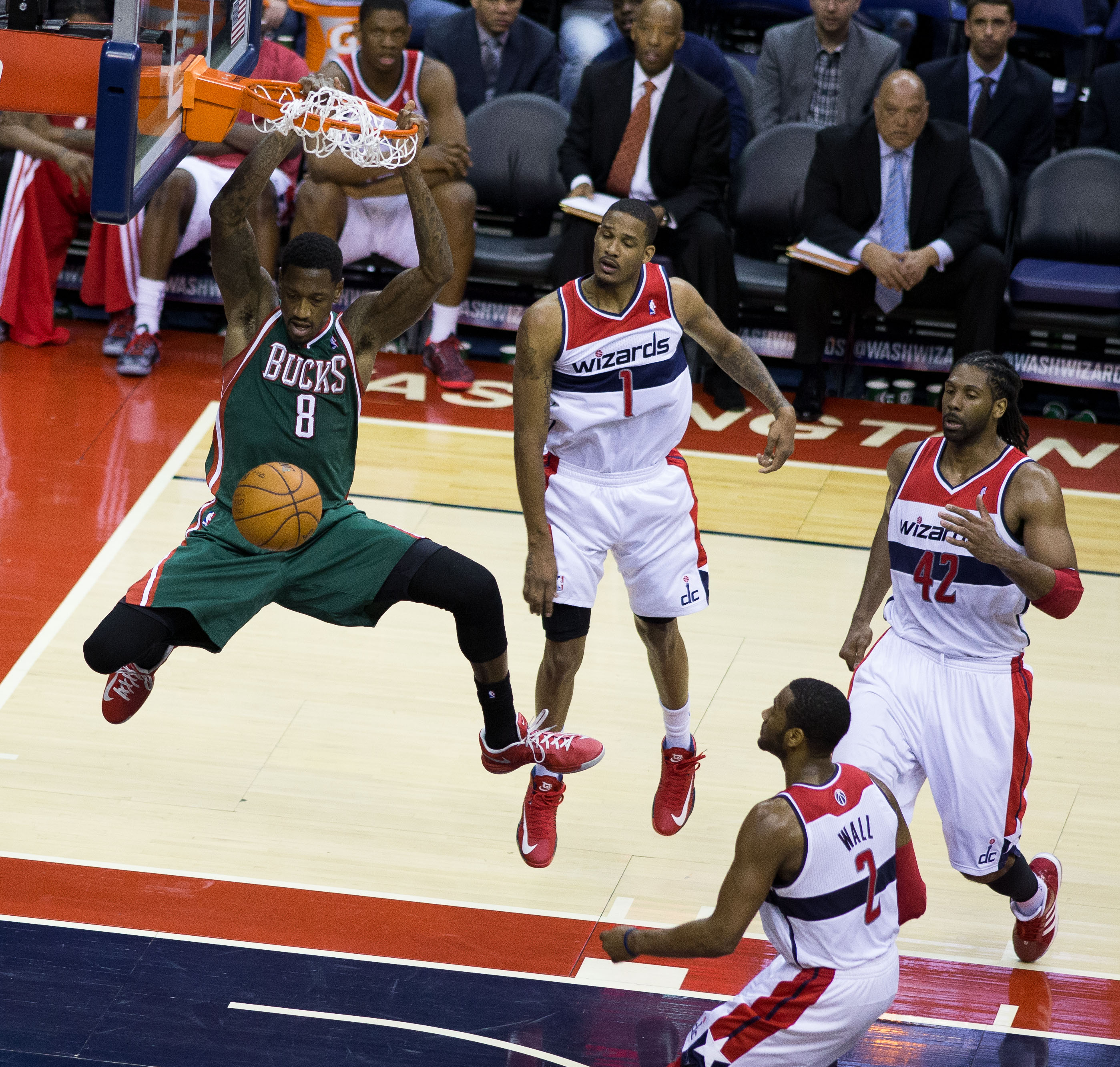
Sanders enterrando em um jogo contra o Washington Wizards em março de 2013

Sanders foi escolhido pelo Milwaukee Bucks com a 15ª escolha geral no Draft da NBA de 2010. Em 8 de julho de 2010, ele assinou um contrato estendido de vários anos com os Bucks.
Em 20 de fevereiro de 2011, ele foi designado para o Fort Wayne Mad Ants da D-League. Em 2 jogos, ele fez 21 pontos.
Em 30 de novembro de 2012, ele teve seu primeira triplo-duplo da carreira com 10 pontos, 12 rebotes e 10 bloqueios em uma derrota para o Minnesota Timberwolves. Em sua segunda temporada, Sanders terminou em terceiro na votação de Jogador Que Mais Evoluiu, perdendo para Paul George e Greivis Vásquez.
Em 20 de agosto de 2013, Sanders assinou uma extensão de contrato de quatro anos e US $ 44 milhões com os Bucks.
Em dezembro de 2013, Sanders foi afastado por 25 jogos depois de sofrer um ligamento rasgado no polegar em uma briga de boate. Sanders foi multado por conduta desordeira e acusações de agressão, mas a polícia não iniciou outras acusações criminais.
Em 20 de março de 2014, foi anunciado que Sanders perderia o restante da temporada de 2013-14 devido a um osso orbital direito fraturado.
Em 4 de abril de 2014, Sanders recebeu uma suspensão de cinco jogos por violar a política de drogas da NBA após testar positivo para a maconha. Sanders novamente violou a política de drogas da NBA durante a temporada de 2014-15 e foi subsequentemente suspenso sem pagamento por um mínimo de dez jogos em 16 de janeiro de 2015.
Em 5 temporadas em Milwaukee, Sanders jogou 233 jogos e teve médias de 6.5 pontos, 5.8 rebotes e 1.8 bloqueios.

### Afastamento da NBA
Em dezembro de 2014, Sanders foi colocado na lista inativa dos Bucks por motivos pessoais. Após uma ausência de sete jogos, Sanders apareceu no banco de reservas dos Bucks em 7 de janeiro de 2015. Surgiram rumores de que Sanders queria deixar o esporte, todos negados por seu agente.
Foi anunciado em 21 de fevereiro de 2015, após sua segunda suspensão pelo uso de maconha, que os Bucks estava encerrando o contrato de Sanders. Em 25 de fevereiro, foi lançado um vídeo de Sanders, onde ele explicou que entrou em um programa no Rogers Memorial Hospital para ansiedade, depressão e transtornos de humor. Ele disse que o programa o levou a perceber: "o que é importante e onde eu gostaria de dedicar meu tempo e energia" e que, finalmente, ele percebeu que "o basquete está consumindo muito da minha vida e tempo. Não vale a pena." Ele afirmou, no entanto, que ainda ama o jogo e que "se eu chegar a um ponto em que sinto que sou capaz de jogar basquete novamente, então amarei".
Em 26 de janeiro de 2017, Sanders anunciou sua decisão de voltar ao basquete.

### Cleveland Cavaliers (2017)
Em 13 de março de 2017, Sanders assinou com o Cleveland Cavaliers. Em 12 de abril de 2017, ele foi dispensado pelos Cavaliers depois de jogar em cinco jogos.
Durante sua passagem pelo Cleveland, ele jogou alguns jogos no Canton Charge da D-League.

## Vida pessoal
Em seu tempo longe do basquete, Sanders criou uma linha de roupas e uma organização sem fins lucrativos chamada Citizen of Matter. Ele também trabalhou como produtor musical sob o apelido L8 Show.
Sanders credita seu vicio por maconha como custando sua carreira na NBA.

## Estatísticas

### Temporada regular
| Ano      | Time      | PJ  | MPJ  | AP   | 3P   | LL    | RT  | AS  | BR  | TO  | PPJ |
| -------- | --------- | --- | ---- | ---- | ---- | ----- | --- | --- | --- | --- | --- |
| 2010–11  | Milwaukee | 60  | 14.5 | .433 | –    | .560  | 3.0 | .3  | .4  | 1.2 | 4.3 |
| 2011–12  | Milwaukee | 52  | 12.4 | .457 | .000 | .474  | 3.1 | .6  | .6  | 1.5 | 3.6 |
| 2012–13  | Milwaukee | 71  | 27.3 | .506 | .000 | .618  | 9.5 | 1.2 | .7  | 2.8 | 9.8 |
| 2013–14  | Milwaukee | 23  | 25.4 | .469 | .000 | .473  | 7.2 | .8  | .8  | 1.7 | 7.7 |
| 2014–15  | Milwaukee | 27  | 21.7 | .500 | –    | .500  | 6.1 | .9  | 1.0 | 1.4 | 7.3 |
| 2016–17  | Cleveland | 5   | 2.6  | .250 | –    | 1.000 | .8  | .0  | .2  | .2  | .8  |
| Carreira | Carreira  | 238 | 19.5 | .480 | .000 | .553  | 5.7 | .7  | .6  | 1.8 | 6.4 |

### Playoffs
| Ano      | Time      | PJ | MPJ  | AP   | 3P | LL   | RT  | AS  | BR | TO  | PPJ  |
| -------- | --------- | -- | ---- | ---- | -- | ---- | --- | --- | -- | --- | ---- |
| 2013     | Milwaukee | 4  | 28.3 | .576 | –  | .455 | 8.3 | 1.3 | .8 | 1.3 | 10.8 |
| Carreira | Carreira  | 4  | 28.3 | .576 | –  | .455 | 8.3 | 1.3 | .8 | 1.3 | 10.8 |

Fonte: